# Basílica de Sant Serni de Tolosa
La basílica de Sant Serni (en occità, Sant Sarnin; en francès, Saint-Sernin) és un dels edificis emblemàtics de Tolosa i és l'església romànica més gran d'Occitània i la segona (després de l'antiga de Cluny) de tot l'Estat francès.
Es tracta d'un santuari construït a l'emplaçament de la tomba de sant Sadurní, bisbe de Tolosa martiritzat el 250. El carrer del Taur que porta de la plaça del Capitoli a la basílica pren, d'altra banda, el seu nom del màrtir, que va ser arrossegat per un toro furiós pel que era, llavors, una carretera que sortia de la ciutat.
La basílica de Sant Serni formava part de la ruta de pelegrinatge del camí de Sant Jaume i, com a tal, està lligada a altres quatre edificis religiosos que formen part del camí i que comparteixen trets arquitectònics comuns. Els altres quatre són Sant Martí de Tours, Sant Marcial de Llemotges, l'església abacial de Santa Fe de Concas i la catedral de Santiago de Compostel·la.
La basílica fou declarada monument històric l'any 1840.

## Història
Suposadament, la basílica fou fundada per Carlemany. En qualsevol cas, es troba sobre les ruïnes d'un monestir més antic, que hauria estat arruïnat pels sarraïns durant el setge de Tolosa del 721. Inicialment, el temple estava situat als afores de la ciutat. Si la refundació fou obra d'un rei francès, més probable que Carlemany seria Pipí I d'Aquitània, ja que el concili d'Aquisgrà del 817 on s'esmenten tots els monestirs restaurats per l'emperador o la seva família, no l'esmenta, ni tampoc el catàleg dels restaurats per Lluís el Pietós entre el 781 i el 814. Apareix esmentat per primer cop el 844. L'abadia subsistia en temps de Carles el Calb, però el segle xi apareix en ruïnes quan fou restaurada. El monestir va passar a canonges regulars fins que van ser secularitzats. L'església encara existeix.
La construcció de l'actual basílica fou decidida a final del segle xi. La capella que s'havia construït al segle v, a l'emplaçament de l'actual basílica, s'havia fet massa petita pel nombre creixent de fidels pelegrins. La basílica era llavors col·legial, és a dir, una església amb un col·legi de canonges dirigits per un abat. Aquest últim s'oposava sovint al bisbe de Tolosa, amb una catedral de Sant Esteve molt menys resplendent que la de Sant Sadurní. Tolosa rebia, llavors, la visita de nombrosos pelegrins sobre el camí de Sant Jaume, o per adorar les relíquies de sant Sadurní o sant Serni.
La construcció va començar per la capçalera, el 1080, sobre la capella. Les obres van ser dirigides fins al 1118 pel canonge Raimon Gairard. Encara es pot visitar avui l'església primitiva, que fa l'ofici de cripta. Acull algunes relíquies sagrades. Setze anys després del començament de la construcció, el 1096, el papa Urbà II en va consagrar l'altar.	
Sant Serni va continuar de ser una simple església escolar fins a 1778, data en la qual va ser finalment consagrada basílica. Durant la Revolució, el capítol de Sant Serni va ser suprimit.

L'església va ser parcialment modificada en l'època gòtica i al Renaixement. Al segle xix, fou restaurada per Eugène Viollet-le-Duc. Restableix, llavors, l'escalonament de les teulades dels laterals i de la nau principal que havia estat suprimida al segle xiv.

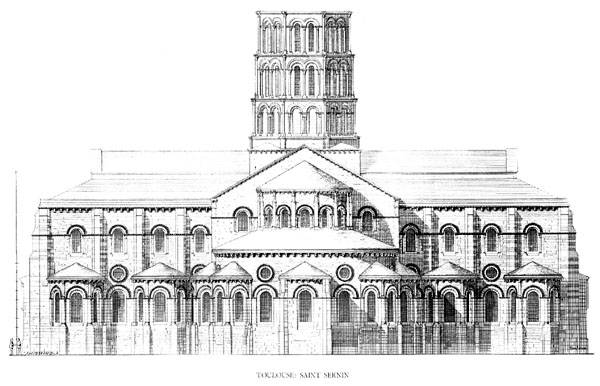
Dibuix de la Basílica de finals del segle XIX

L'any 1967 s'iniciaren les obres de restauració general, que abastaven bona part de les intervencions de Viollet-le-Duc: primer el campanar la balustrada, el qual estava en perill de ruïna, i després, del 1970 al 1978 el despullat dels revestiments interiors que va permetre trobar pintures medievals. Les criptes van ser "desrestaurades" i la "torre dels Sants Cossos" restaurada al deambulatori. Finalment, entre els anys 1980 i 1990, el mal estat de les cornises va obligar a intervenir a les cobertes, que al segle XIX ja havien estat restaurades. L'any 1989 es van iniciar les obres de les mirandes que es troben sota la coberta de la nau i el transsepte. L'obra les va “restaurar”, és a dir, en va destruir les obertures en forma de diamant dissenyades per Viollet-le-Duc per ebocar les formes romàniques originals, amb arc de mig punt. Aquesta “desherbació” va provocar una protesta d'associacions del districte d'Arnaud-Bernard, amb l'ocupació de la plaça, desplegament de pancartes i peticions recollint milers de signatures. Malgrat el suport fins i tot de l'alcalde de Tolosa als contraris a aquesta restauració, els treballs es van reprendre l'estiu de 1990.
Els anys 2018 i 2019 es van dur a terme obres d'urbanització al voltant de la basílica de Sant Serniː a la plaça, els aparcaments van donar pas a una zona de vianants.
Un magnífic claustre i una abadia es trobaven al nord de la basílica, però van ser enderrocats durant el segle xix. El Museu dels Agustins en conté algunes restes i trossos d'escultures.

## Descripció

### Estructura i dimensions
Com la majoria de les esglésies construïdes a l'edat mitjana, la basílica està orientada d'est a oest. L'exterior és massís i dominat pel campanar octogonal que arriba als 65 metres d'alçada. S'organitza al voltant d'un transsepte força imponent de 65 metres de llarg, cada braç del qual té dues absidioles orientades.
Està construïda amb maó de Tolosa i pedra blanca o lleugerament verdosa. La pedra blanca és calcària, extreta de pedreres de l'alta vall de la Garona, com Bossens. La pedra verdosa és la marga, extreta directament de la riba de la Garona.
| 1. Porta dels Comtes 2. Panteó dels Comtes 3. Antic portal de l'abadia 4. Porta Miègeville 5. Portal occidental 6. Emplaçament de l'antic claustre 7. Capella de Sant Pere 8. Sagristia 9. Capella del Crucifix 10. Capella de les ànimes del Purgatori 11. Capella de la Immaculada Concepció 12. Capella de Sant Jordi 13. Capella del Sant Esperit 14. Capella de Sant Marcial, Sant Cir i Santa Julieta 15. Capella de Santa Sílvia 16. Capella de la Mare de Déu 17. Capella de Santa Germana 18. Altar major 19. Pintura romànica: Noli me tangere 20. Cicle de la Resurrecció 21. Pintura representant sant Agustí 22. Restes de pintures: la Crucifixió |

### Exterior

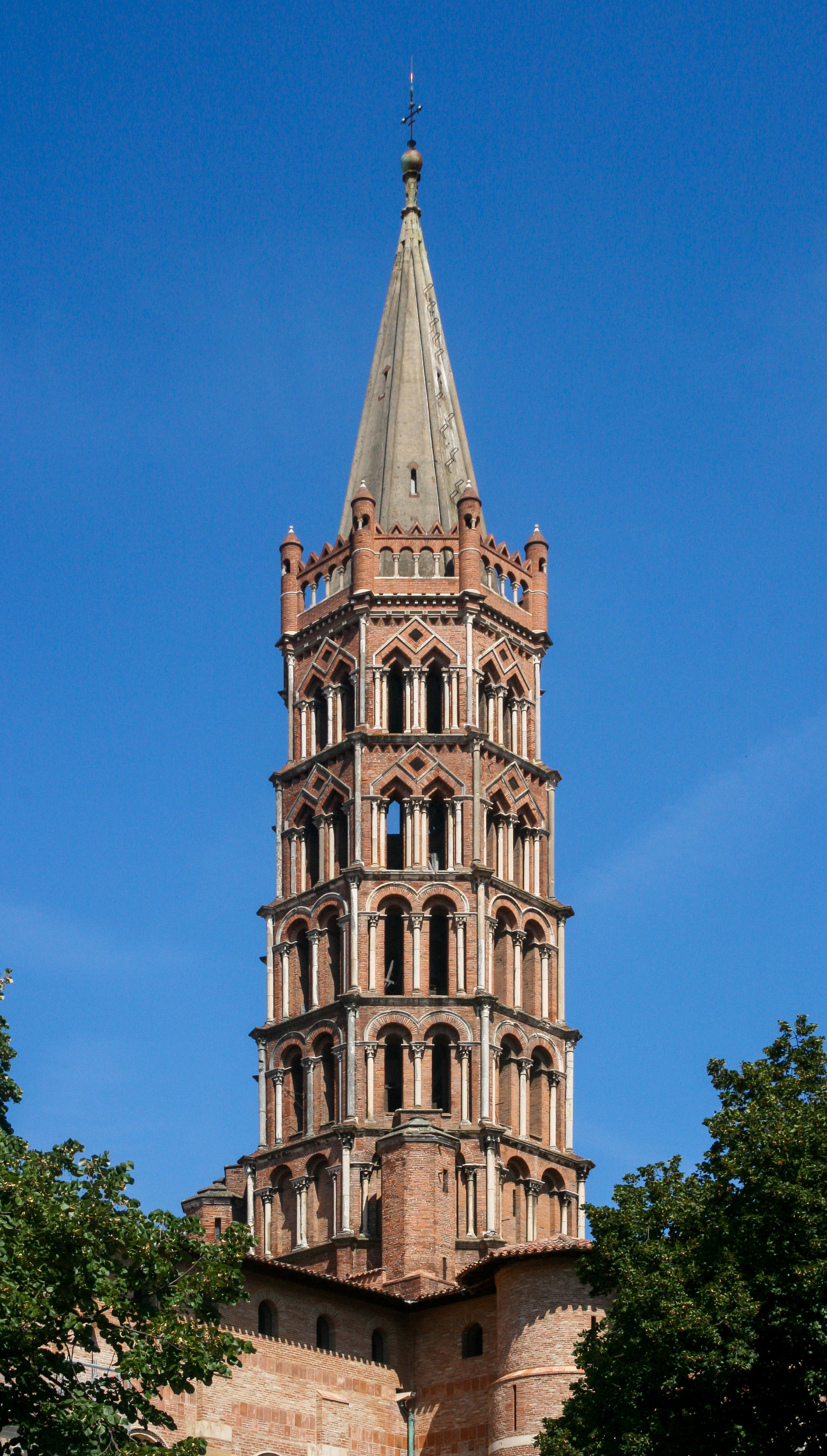
Campanar.

#### Campanar
Just sobre el cor, a la cruïlla del creuer, s'aixeca un campanar de 64 metres d'alçària i de forma octogonal. Està constituït de cinc nivells:
- el nivell més baix, sobre la cúpula, constituït sobre cada cara de dues finestres cobertes d'arcs en plena cintra;
- els dos nivells següents, en lleugera retirada respecte al precedent, són constituïts també pel mateix tipus de finestra;
- els dos nivells següents han estat construïts en la segona meitat del segle xiii. Es caracteritzen sobre cada cara per dues finestres cobertes d'arcs en mitra;
- finalment, el 1478, una punxa va ser construïda amb maçoneria per portar un globus terminal coronat per una creu;
- el campanar protegeix un carilló compost de vint-i-quatre campanes.

El 1862, el pintor Léon Soulié es va suïcidar llançant-se des del campanar.

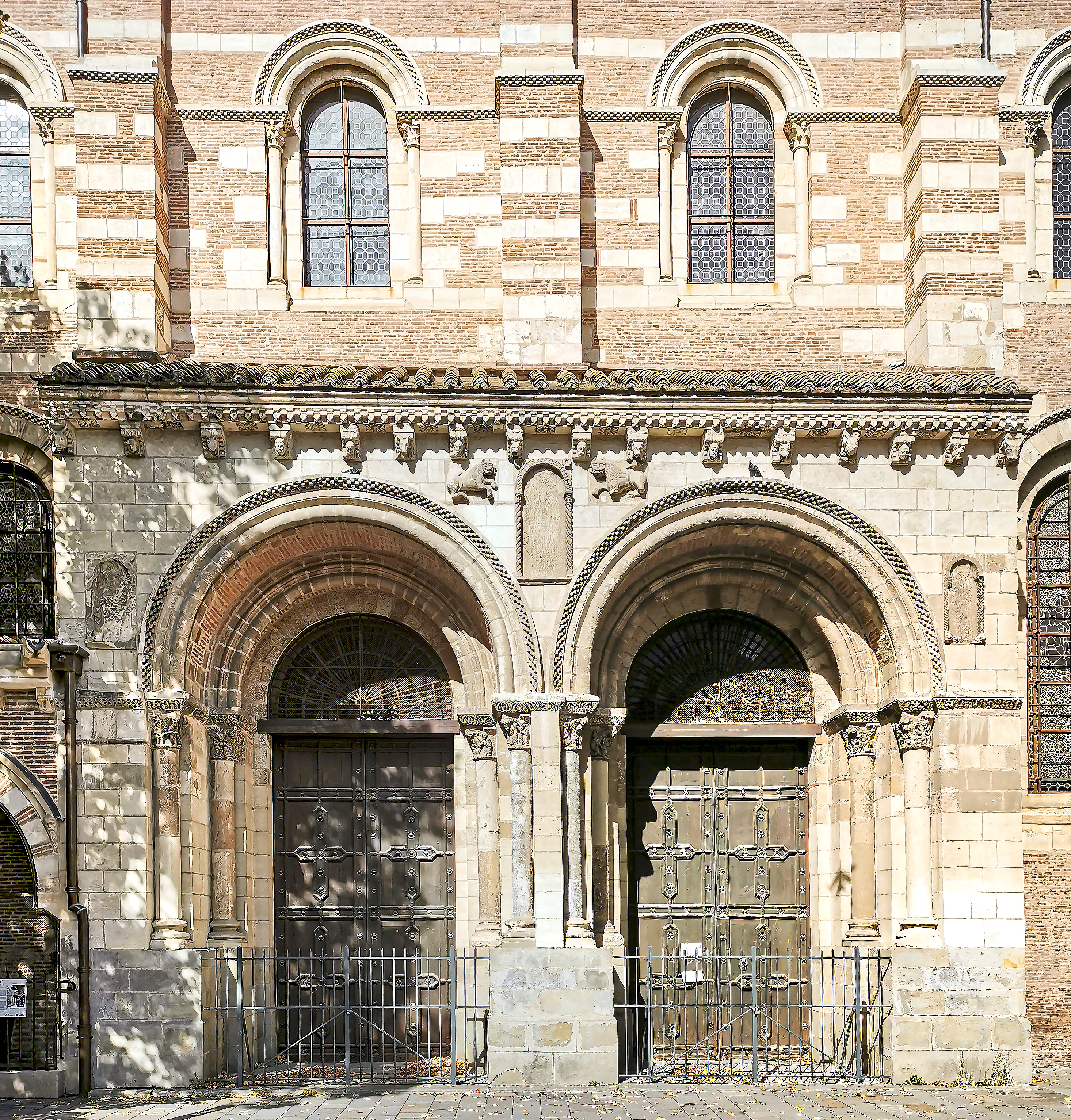
Porta dels Comtes.

#### Porta dels Comtes
La Porta dels Comtes és la doble porta sud del transsepte de la basílica. Construïda i esculpida cap al 1082, és la porta més antiga de l'església. Els capitells històrics evoquen el tema de la salvació i la condemnació.
Es compon d'un cos frontal amb una porta doble envoltada de columnes dobles amb capitells i rematada per una cornisa feta de permòdols i rajoles de tègula i imbrex que data de la restauració de Viollet-le-Duc. Els permòdols són un motiu desenvolupat a la gran mesquita de Còrdova i passat a Tolosa a través de l'arquitectura mossàrab. Entre aquests modilons hi ha rosetons esculpits (motiu antic), bitllets i flors amb quatre pètals (motius romànics). A l'esquerra hi ha un panteó amb les tombes de les famílies dels comtes de Tolosa dels segles X i XI; en aquest panteó només s'hi conserva el sarcòfag dels nens.
L'any 1648, els capítols van restaurar la capella que abans era al lloc del panteó i la van tancar amb una porta. El panteó tal com és actualment data de Viollet-le-Duc. Durant la Revolució Francesa les imatges van ser cremades: només es conserva la inscripció central, “SANCTVS SATVRNINVS”, el personatge central era, doncs, Saturní de Tolosa, envoltat, sens dubte, dels seus deixebles Papol i Honest.

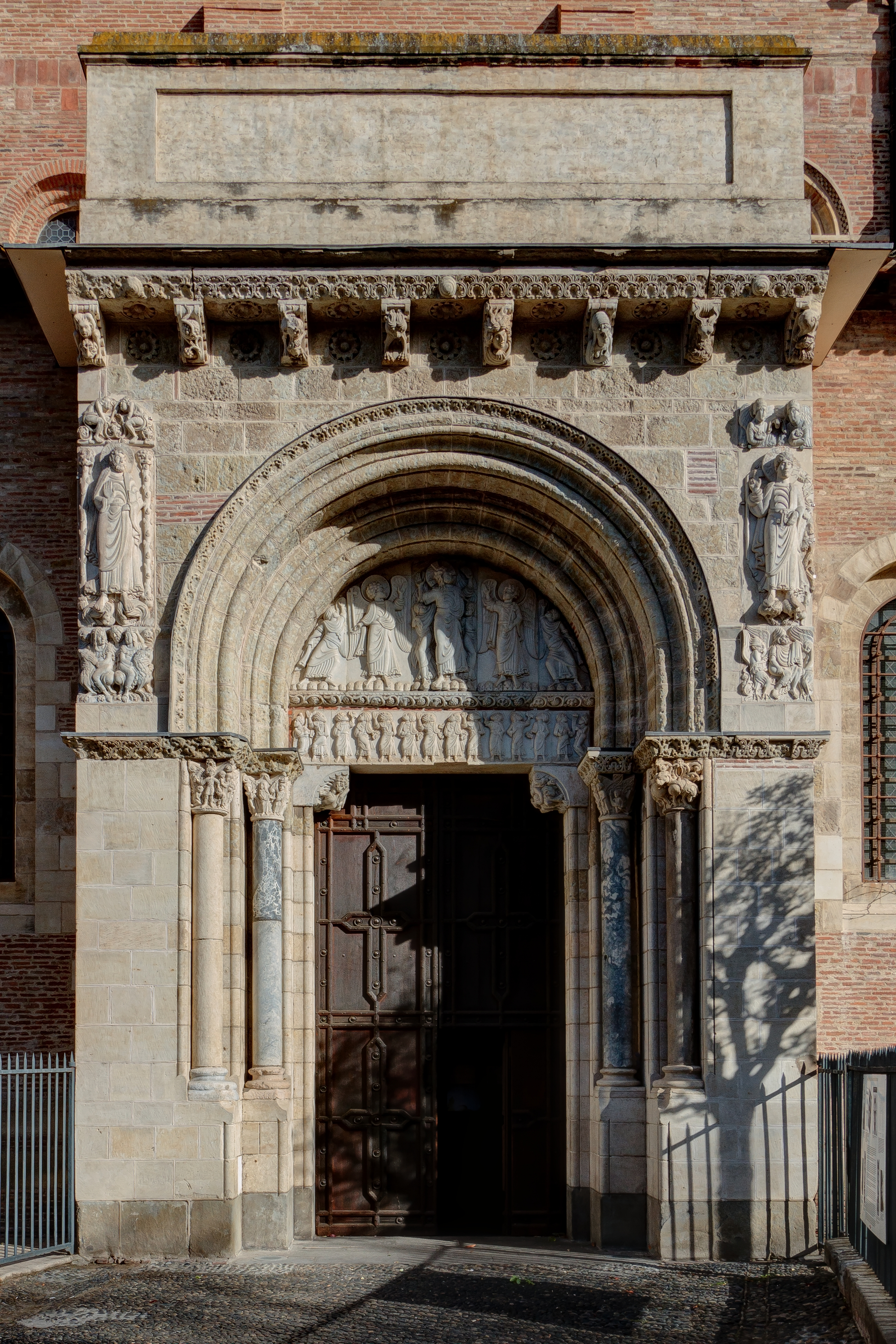
Porta de Miejavila.

#### Porta de Miejavila
La porta de Miejavila de Sant Serni està situada al sud de la nau. Marca una etapa important en l'evolució dels portals romànics. Es tracta, de fet, del portal més antic amb llinda i timpà historicitzats testimoniat a l'estat francès (finals del segle XI o primer quart del segle XII). L'escena representada al timpà és l'Ascensió de Crist. Diversos relleus, permòdols, capitells i consoles enriqueixen la decoració esculpida.
La part inferior de la porta està composta essencialment de pedra calcària blanca que data de les restauracions del segle xix, mentre que el timpà està fet de marbre i pedra calcària margosa i l'extrem inferior és de pedra calcària grisa. Molts elements de la porta provenen de sarcòfags recuperats del cementiri paleocristià que precedia la basílica.
El seu nom prové de la seva posició, de cara al centre de la ciutat, “mièja vila” en occità. Encara que lateral i amb una sola obertura, la seva ubicació enfront del carrer del Taur la convertia en el principal accés per als residents procedents del Sud i és, encara avui, l'accés més freqüentat. Va precedida per la porta de l'abadia, únic vestigi de l'antic recinte renaixentista.

### Interior

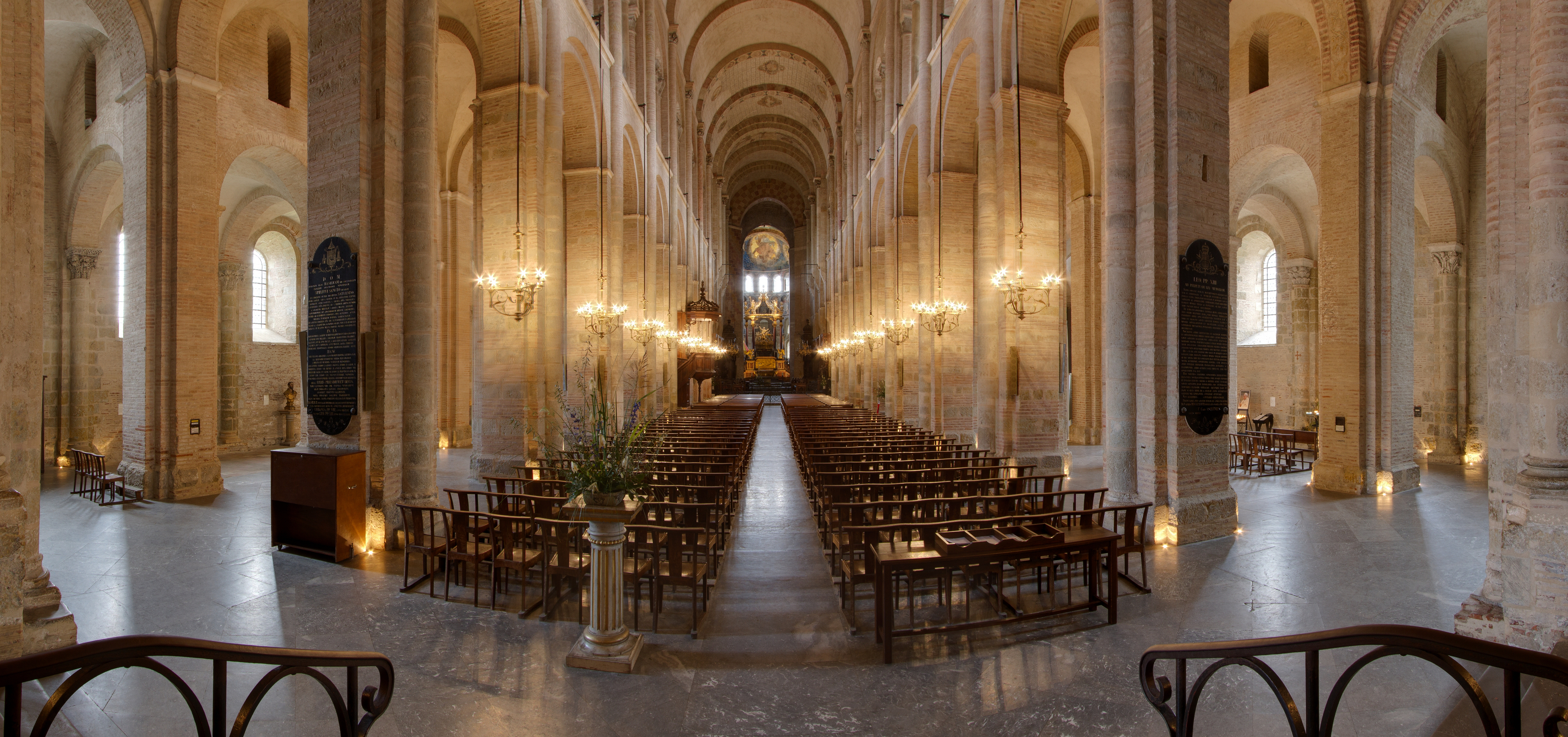
Nau.

#### Nau
La nau té una llargada de 115 metres. Està formada per cinc naus i la seva nau principal fa 8 metres d'amplada. Hi ha matroneus a les naus laterals. L'alçada de la volta de mig punt és de 21 metres. Cobreix la nau i el creuer gràcies a contraforts laterals formats per voltes de quart de cercle disposades sobre les galeries. L'creuer del transsepte està rematat per una cúpula sobre trompes just sota el campanar. Els pilars centrals s'han reforçat molts cops per sostenir el campanar, que s'ha anat alçant diverses vegades al llarg dels segles. Aquest reforç altera una mica la perspectiva de la nau i de l'absis.
El púlpit i els canelobres formen un conjunt dissenyat per Eugène Viollet-le-Duc, i estan classificats com a monuments històrics.

#### Transsepte
El transsepte de la basílica s'estén des de la Porta dels Comtes fins a les capelles del Sagrat Cor i de Sant Exuperi, antigament la porta reial que donava al monestir, al nord de l'església.
Davant de la Porta dels Comtes hi ha, en un dels pilars, els peus esculpits de sant Cristòfol i, a la cara oriental del transsepte sud, les capelles de Sant Germà i de la Mare de Déu.

## Galeria d'imatges

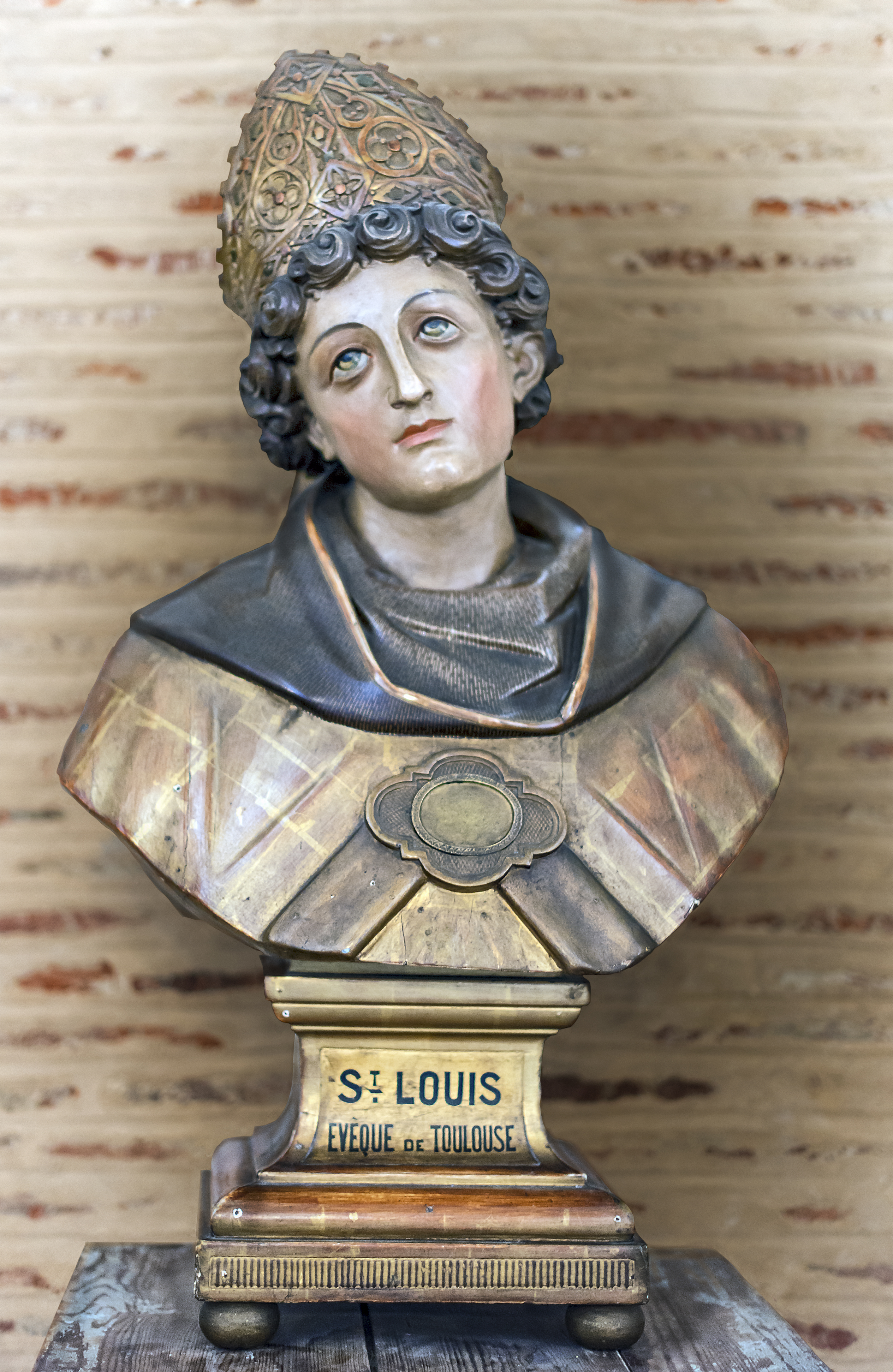
Bust de Lluís de Nàpols
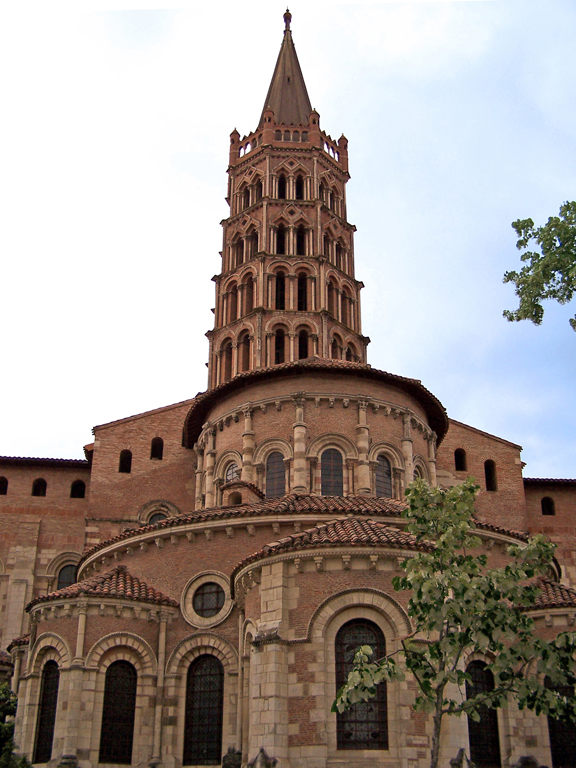
Absis i campanar
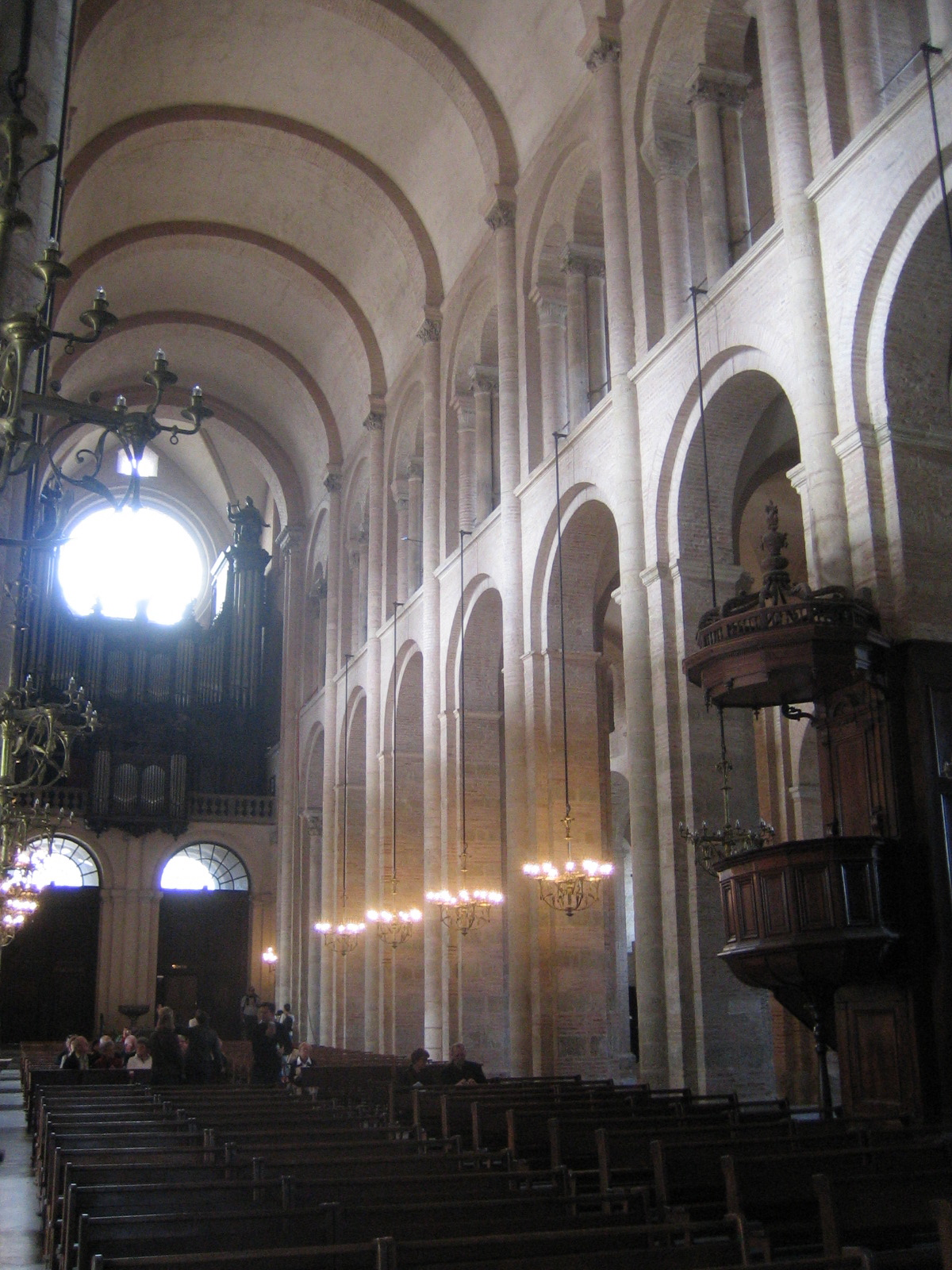
Nau central
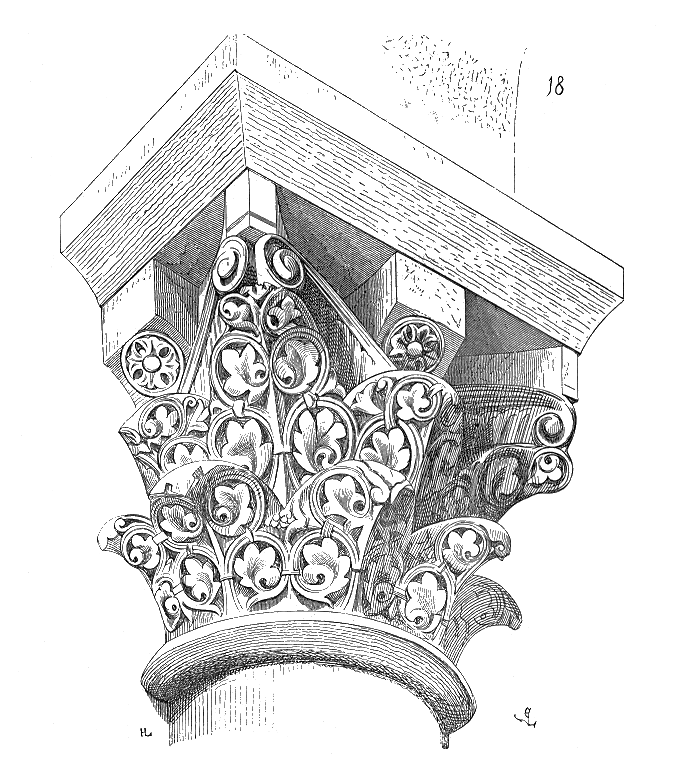
Capitell. Dibuix d'Eugène Viollet-le-Duc (1856)
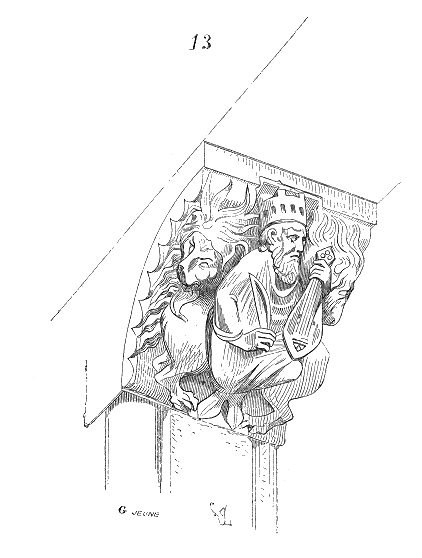
Permòdol representant el rei David amb dos lleons
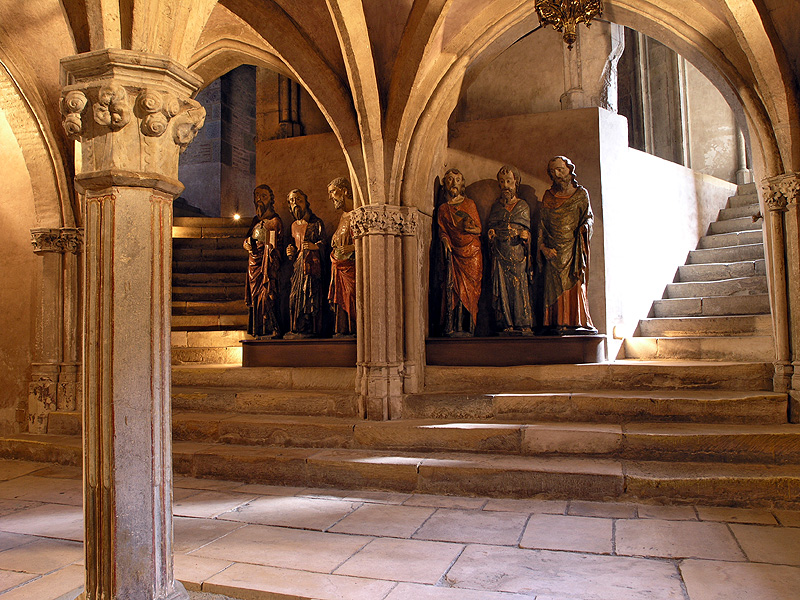
Cripta de la basílica
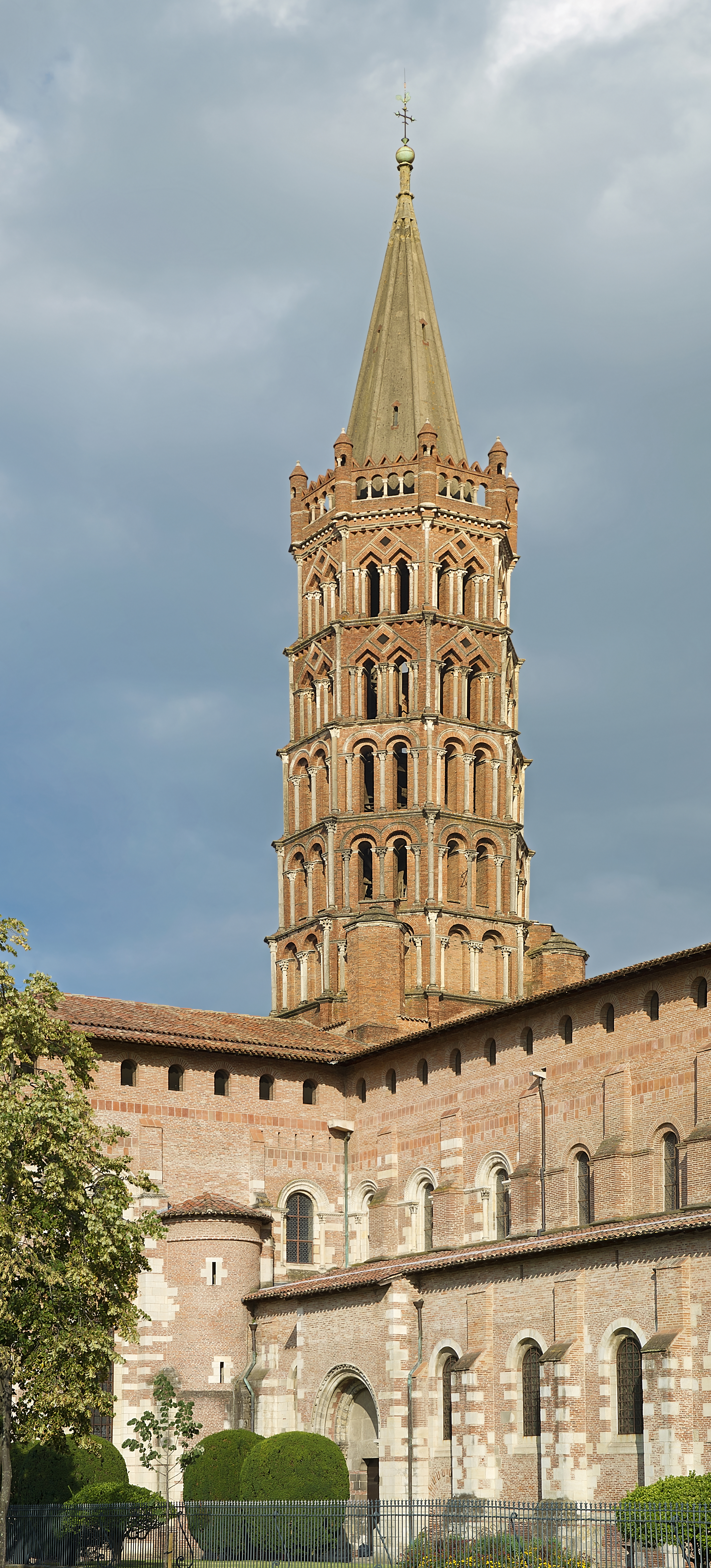
El campanar de la basílica